# Henry Paget, II marchese di Anglesey
Henry Paget, II marchese di Anglesey (6 luglio 1797 – Beaudesert, 7 febbraio 1869), è stato un nobile e politico britannico.

## Biografia
Era il figlio maggiore di Henry Paget, I marchese di Anglesey, e della sua prima moglie, lady Caroline Villiers, terza figlia di George Villiers, IV conte di Jersey.

## Carriera politica
Entrò nella Camera dei Comuni eletto nel collegio di Ynys Môn (Anglesey, 1820-1832). Fu State Steward per il Lord luogotenente d'Irlanda (1828-1829) e nel 1832 venne convocato per la Camera dei lord. Con Lord Melbourne ricoprì la carica di Lord-in-Waiting (1837-1839) e Lord Ciambellano (1839-1841) e fu membro del consiglio privato nel 1839. Nel 1854 ereditò il marchesato, alla morte del padre, e il titolo di Lord luogotenente di Anglesey, carica che ricoprì fino alla sua morte nel 1869.

## Matrimoni

### Primo Matrimonio
Sposò, il 5 agosto 1819 a Altyre, Eleonora Campbell (1799-3 luglio 1828), seconda figlia di John Campbell e Lady Charlotte Campbell. Ebbero tre figli:
- Henry Paget, III marchese di Anglesey (1821-1880);
- Lady Eleonora Caroline Paget (1828-1848), sposò Sir Sandford Graham, III Baronetto, non ebbero figli;
- Lady Constance Henrietta Paget (1831-1878), sposò George Finch-Hatton, XI conte di Winchilsea, ebbero quattro figli.

### Secondo Matrimonio
Sposò, il 27 agosto 1833 a Londra, Henrietta Mary Bagot (1815-22 marzo 1844), figlia di Sir Charles Bagot e Lady Mary Wellesley-Pole. Ebbero quattro figli:
- Henry Paget, IV marchese di Anglesey (1835-1898);
- Lord Alexander Victor Paget (1839-1896), sposò Hester Stapleton-Cotton, ebbero quattro figli;
- Lady Florence Cecilia Paget (1842-1907), sposò in prime nozze, Henry Rawdon-Hastings, IV marchese di Hastings, non ebbero figli, sposò in seconde nozze, Sir George Chetwynd, IV Baronetto, ebbero tre figli;
- Lord Berkeley Charles Sidney Paget (1844-1913), sposò Florence Chetwynd, ebbero due figli.

### Terzo Matrimonio
Sposò, l'8 marzo 1860, Ellen Jane Burnand (?-1874), figlia di George Burnand. Non ebbero figli.

## Morte
Morì il 7 febbraio 1869, a 71 anni, a Beaudesert, Warwickshire.

## Ascendenza
|                                             |                                       |                                      | Genitori                              |  |  | Nonni |  |  | Bisnonni                     |  |  | Trisnonni                 |  |
|                                             |                                       |                                      |                                       |  |  |       |  |  | Nicholas Bayly, II baronetto |  |  | Edward Bayly, I baronetto |  |
|                                             |                                       |                                      |                                       |  |  |       |  |  | Nicholas Bayly, II baronetto |  |  | Edward Bayly, I baronetto |  |
|                                             |                                       | Dorothy Lambart                      |                                       |  |  |       |  |  | Nicholas Bayly, II baronetto |  |  |                           |  |
| Henry Paget, I conte di Uxbridge            |                                       |                                      |                                       |  |  |       |  |  | Nicholas Bayly, II baronetto |  |  |                           |  |
|                                             |                                       | Caroline Paget                       | Thomas Paget                          |  |  |       |  |  |                              |  |  |                           |  |
|                                             |                                       | Caroline Paget                       | Thomas Paget                          |  |  |       |  |  |                              |  |  |                           |  |
|                                             |                                       | Caroline Paget                       | Mary Whitcombe                        |  |  |       |  |  |                              |  |  |                           |  |
| Henry William Paget, I marchese di Anglesey |                                       | Caroline Paget                       |                                       |  |  |       |  |  |                              |  |  |                           |  |
|                                             |                                       | Arthur Champagne                     | Josias Champagne                      |  |  |       |  |  |                              |  |  |                           |  |
|                                             |                                       | Arthur Champagne                     | Josias Champagne                      |  |  |       |  |  |                              |  |  |                           |  |
|                                             |                                       | Arthur Champagne                     | Jane Forbes                           |  |  |       |  |  |                              |  |  |                           |  |
| Jane Champagne                              |                                       | Arthur Champagne                     |                                       |  |  |       |  |  |                              |  |  |                           |  |
|                                             |                                       | Marianne Hamon                       | Isaac Hamon                           |  |  |       |  |  |                              |  |  |                           |  |
|                                             |                                       | Marianne Hamon                       | Isaac Hamon                           |  |  |       |  |  |                              |  |  |                           |  |
|                                             |                                       | Marianne Hamon                       | Deborah Hamon                         |  |  |       |  |  |                              |  |  |                           |  |
| Henry Paget, II marchese di Anglesey        |                                       | Marianne Hamon                       |                                       |  |  |       |  |  |                              |  |  |                           |  |
|                                             | William Villiers, III conte di Jersey | William Villiers, II conte di Jersey |                                       |  |  |       |  |  |                              |  |  |                           |  |
|                                             | William Villiers, III conte di Jersey | William Villiers, II conte di Jersey |                                       |  |  |       |  |  |                              |  |  |                           |  |
|                                             | William Villiers, III conte di Jersey | Judith Herne                         |                                       |  |  |       |  |  |                              |  |  |                           |  |
| George Villiers, IV conte di Jersey         | William Villiers, III conte di Jersey |                                      |                                       |  |  |       |  |  |                              |  |  |                           |  |
|                                             |                                       | Anne Egerton                         | Scroop Egerton, I duca di Bridgewater |  |  |       |  |  |                              |  |  |                           |  |
|                                             |                                       | Anne Egerton                         | Scroop Egerton, I duca di Bridgewater |  |  |       |  |  |                              |  |  |                           |  |
|                                             |                                       | Anne Egerton                         | Elizabeth Churchill                   |  |  |       |  |  |                              |  |  |                           |  |
| Caroline Villiers                           |                                       | Anne Egerton                         |                                       |  |  |       |  |  |                              |  |  |                           |  |
|                                             |                                       | Philip Twysden, vescovo di Raphoe    | William Twysden, V baronetto          |  |  |       |  |  |                              |  |  |                           |  |
|                                             |                                       | Philip Twysden, vescovo di Raphoe    | William Twysden, V baronetto          |  |  |       |  |  |                              |  |  |                           |  |
|                                             |                                       | Philip Twysden, vescovo di Raphoe    | Jane Twisden                          |  |  |       |  |  |                              |  |  |                           |  |
| Frances Twysden                             |                                       | Philip Twysden, vescovo di Raphoe    |                                       |  |  |       |  |  |                              |  |  |                           |  |
|                                             |                                       | Frances Carter                       | Thomas Carter                         |  |  |       |  |  |                              |  |  |                           |  |
|                                             |                                       | Frances Carter                       | Thomas Carter                         |  |  |       |  |  |                              |  |  |                           |  |
|                                             |                                       | Frances Carter                       | Mary Claxton                          |  |  |       |  |  |                              |  |  |                           |  |
|                                             |                                       | Frances Carter                       |                                       |  |  |       |  |  |                              |  |  |                           |  |